# Derek Luke
Pour les articles homonymes, voir Luke.
Derek Luke est un acteur et chanteur américain, né le 24 avril 1974 à Jersey City (New Jersey).
Il est surtout connu pour son rôle de Mr.Kevin Porter dans la série télévisée américaine, 13 Reasons Why.

## Biographie

### Carrière
En 2017, il rejoint le casting principal de la série télévisée américaine de Netflix, 13 Reasons Why, dans le rôle de Kevin Porter. La série est produite notamment par Selena Gomez, est diffusée depuis le 31 mars 2017 sur Netflix,,.

## Filmographie

### Cinéma
- 2002 : Antwone Fisher de Denzel Washington : Antwone Quenton « Fish » Fisher
- 2003 : Un festin à New York (Pieces of April) : Bobby
- 2003 : Biker Boyz : Kid
- 2004 : Spartan : Curtis
- 2004 : Friday Night Lights : Boobie Miles
- 2006 : Les Chemins du triomphe (Glory Road) : Bobby Joe Hill
- 2006 : Au nom de la liberté (Catch A Fire) : Patrick Chamusso
- 2007 : Lions et Agneaux (Lions for Lambs) : Arian Finch
- 2008 : Un jour, peut-être (Definitely, Maybe) : Russell T. McCormack
- 2008 : Miracle à Santa Anna (Miracle at St. Anna) : sergent second Aubrey Stamps
- 2009 : Notorious B.I.G. de George Tillman Jr. : Sean « Puffy » Combs
- 2009 : Madea Goes to Jail : Joshua Hardaway
- 2011 : Captain America: First Avenger (Captain America: The First Avenger) : Gabe Jones
- 2012 : Sparkle : Stix
- 2012 : Jusqu'à ce que la fin du monde nous sépare (Seeking a Friend for the End of the World) : Speck
- 2013 : Destination Love (Baggage Claim) de David E. Talbert : Williams Wright
- 2015 : Renaissances (Self/Less) de Tarsem Singh : Anton
- 2020 : Tyler Rake (Extraction) de Sam Hargrave

### Télévision

#### Séries télévisées
- 1999-2000 : Un gars du Queens (The King of Queens) : Orderly / livreur (2 épisodes)
- 2001 : Moesha : Ruckus (1 épisode)
- 2009 : Trauma : Cameron Boone (saison 1)
- 2011 : Hawthorne : Infirmière en chef : Dr Miles Bourdet (saison 3)
- 2013 : The Americans : Gregory Thomas
- 2015 : Empire : Malcolm DeVeaux
- 2016 : Racines : Silla Ba Dibba
- 2017 : 13 Reasons Why : Mr. Porter
- 2019 : The Purge : Marcus Moore (saison 2)

## Voix françaises
En France
| - Jean-Baptiste Anoumon dans : - Lions et Agneaux - Miracle à Santa Anna - Notorious B.I.G. - Captain America: First Avenger - Jusqu'à ce que la fin du monde nous sépare - Empire (série télévisée) - Renaissances - Racines (mini-série) - American Refugee (en) - Darby and the Dead (en) - Bruno Henry dans : - Antwone Fisher - Pieces of April - Biker Boyz - Friday Night Lights - Les Chemins du triomphe - Au nom de la liberté | - Franck Soumah dans (les séries télévisées) : - Trauma - Hawthorne : Infirmière en chef Et aussi - Diouc Koma dans Spartan - Serge Faliu dans Un jour, peut-être - Boris Agondanou dans Destination Love - Lionel Henry dans The Americans (série télévisée) - Jean-Alain Velardo dans 13 Reasons Why (série télévisée) - Jean-Didier Aïssy dans Alone Together (en) - Claudio Dos Santos dans Frères (en) (série télévisée) |